# Lamborghini Gallardo Superleggera
Vous lisez un « bon article » labellisé en 2009.
Pour un article plus général, voir Lamborghini Gallardo.
La Lamborghini Gallardo Superleggera (« super légère » en français) est une voiture de sport produite par le constructeur automobile italien Lamborghini. Dérivée de la Gallardo, elle en constitue une version davantage destinée à la piste qu'au Grand tourisme en raison de l'allégement de sa structure et des modifications apportées à son moteur V10.
À son lancement en 2007, la Gallardo Superleggera se positionne sur le créneau des super-sportives et concurrence principalement la Porsche 911 GT3 RS et la Ferrari 430 Scuderia.

## Une dénomination liée à l'histoire de la marque

### Une invention de l'entreprise Carrozzeria Touring
La dénomination « Superleggera » apparaît en 1937 ; elle désigne alors un nouveau procédé de conception de la structure des automobiles mis au point par le carrossier italien Carrozzeria Touring. Cette technique, brevetée, qui pose les premières bases des futurs châssis tubulaires, permet à l’époque un gain de poids tel que son inventeur, l'Italien Felice Bianchi Anderloni, la baptise « super-légère », « superleggera » dans sa langue maternelle. Le concept développé par Anderloni, le fondateur de Carrozzeria Touring  permet d'offrir un niveau de confort et de finition inédit pour des voitures de sport .

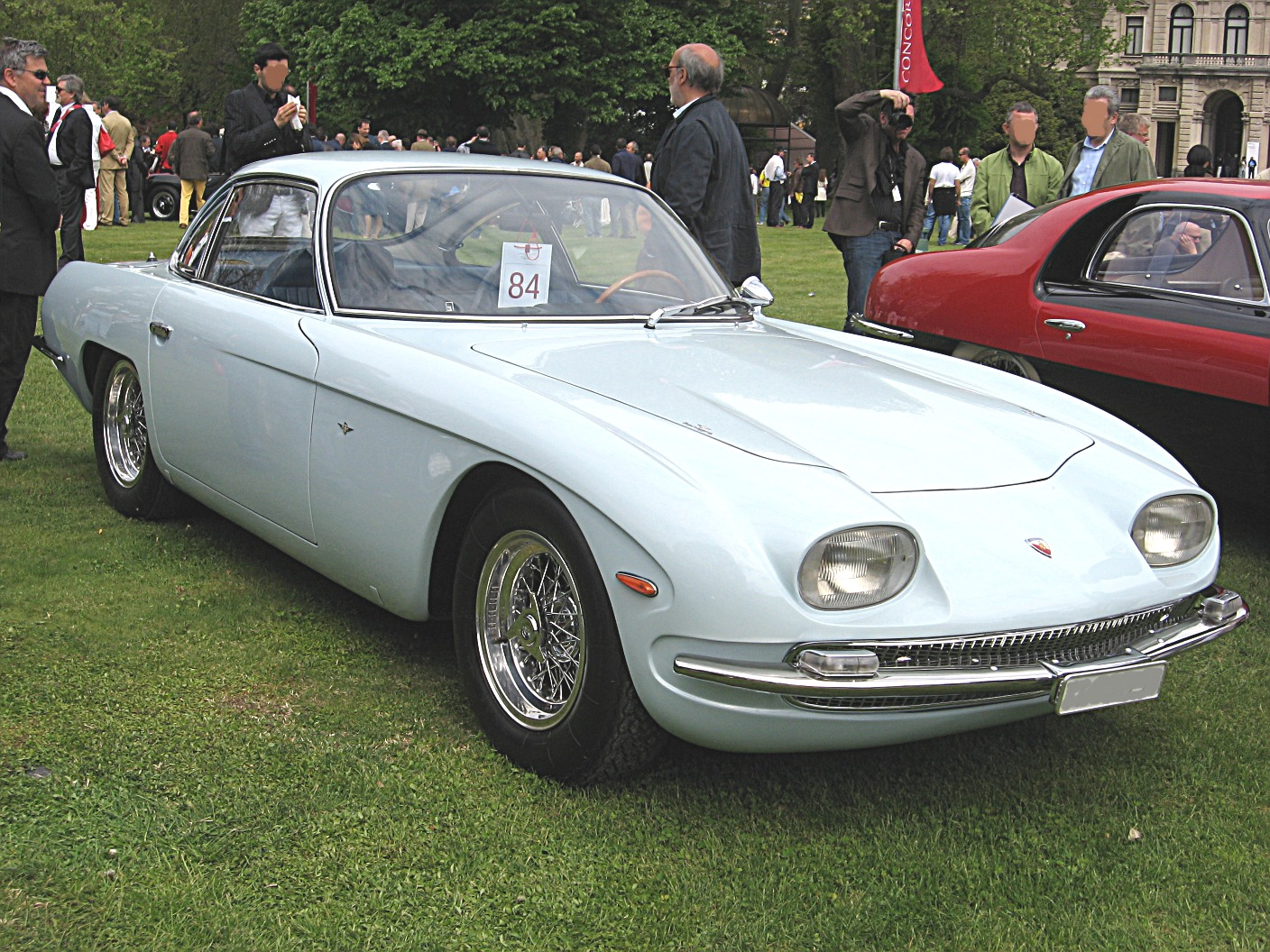
Une Lamborghini 350 GT de 1964.

### Lamborghini 350 GT
Plusieurs constructeurs automobiles font appel à  Carrozzeria Touring. Par exemple, Aston Martin lui confie le design de sa DB4, présentée en 1958. En 1963, Ferruccio Lamborghini confie à Touring la carrosserie de son premier modèle, la 350 GT dont l'allure n'avait pas fait l'unanimité lors du salon de Turin. Une version modifiée de la 350 GT  est ainsi présentée au salon de Genève.
Cette première Lamborghini est l'une des dernières créations de Carrozzeria Touring. Les coûts de productions sont élevés en raison de l'emploi d'une main-d'œuvre très qualifiée, et les méthodes de travail ne favorisent pas la production en série. Mise sous contrôle judiciaire en 1964, Touring ferme ses portes trois ans plus tard. L’appellation « Superleggera » disparait pendant près de quarante ans, jusqu'à ce que Lamborghini y fasse de nouveau appel pour cette évolution de la Gallardo .

## Une évolution de la Gallardo

### Réduction du poids

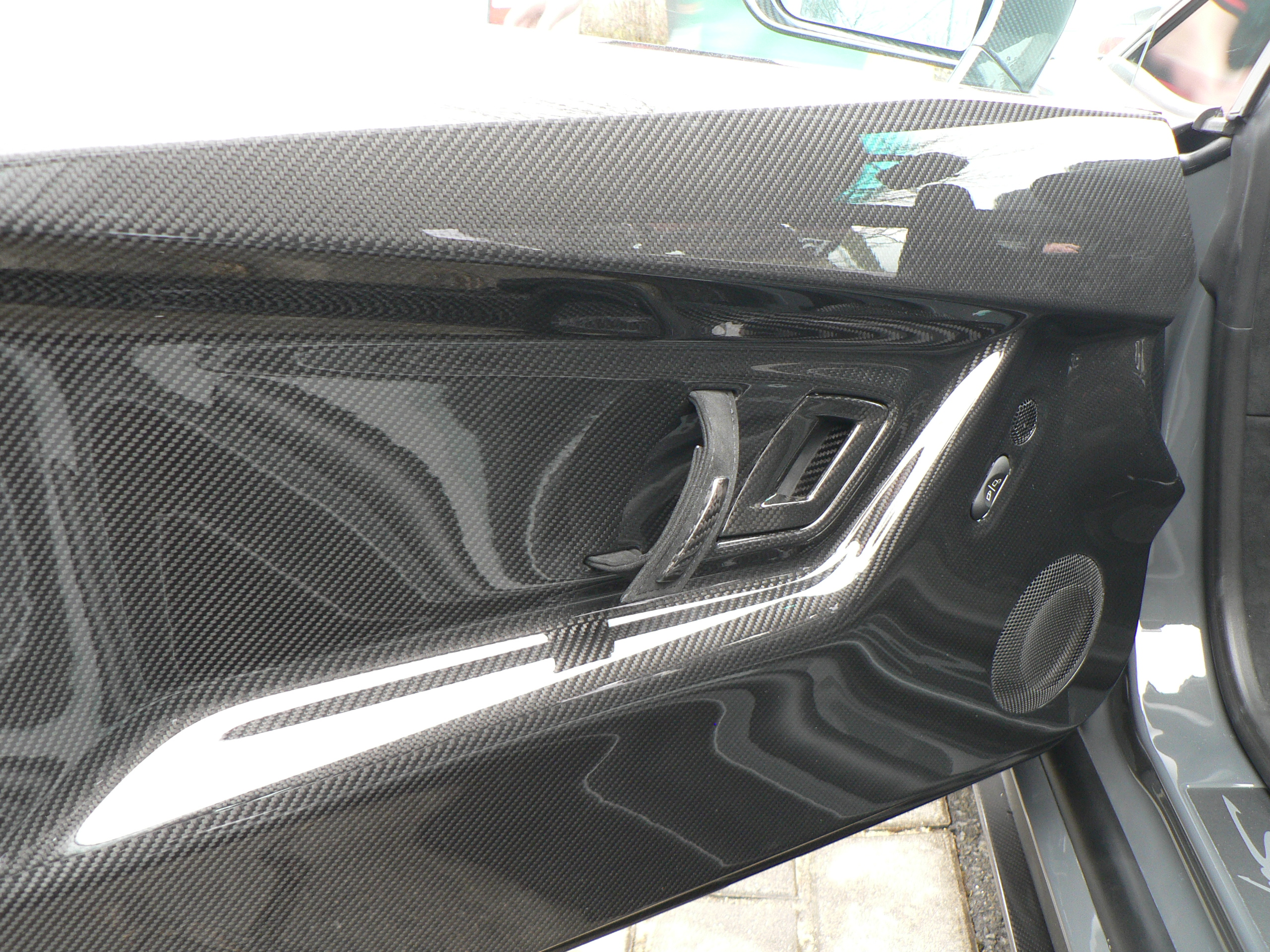
La fibre de carbone fait l'objet d'un emploi intensif, ici pour le revêtement intérieur des portières.

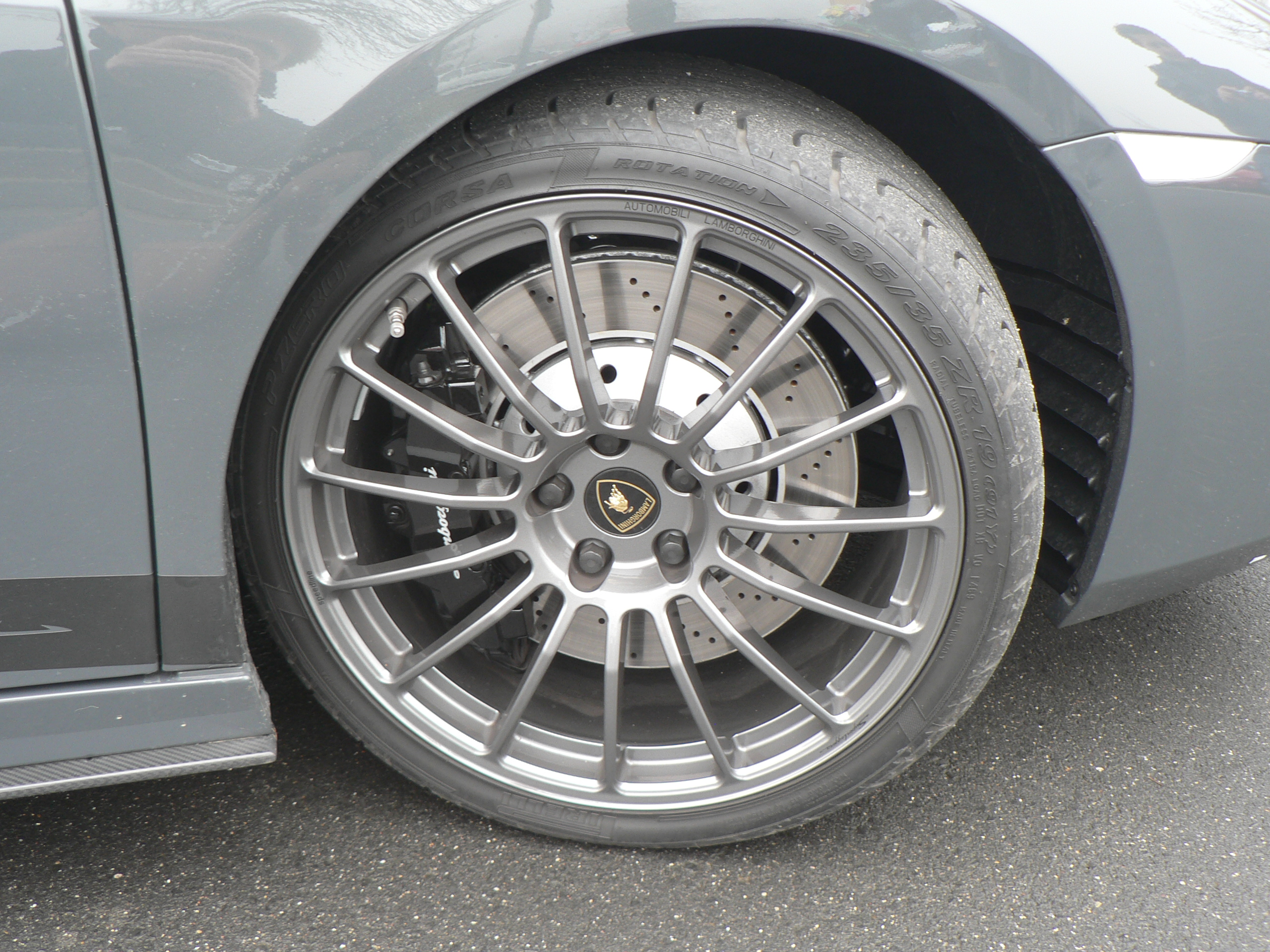
Une des jantes Scorpius fabriquées par OZ Racing.

Elle a dans un premier temps portée sur la structure du véhicule, concernant principalement la carrosserie dont bon nombre d’éléments métalliques cèdent la place à des pièces en fibre de carbone. Ce sont ainsi le capot moteur, le diffuseur arrière, les rétroviseurs extérieurs, le tunnel de transmission, l’aileron arrière (optionnel) et le carénage du soubassement qui cèdent la place à des équivalents en carbone. De la même manière, la surface vitrée du capot moteur exposant la mécanique aux regards, à l'origine en verre, est remplacée par une plaque de polycarbonate, tout comme les vitres latérales, désormais en Lexan.
En ce qui concerne les dessous de la Gallardo, les modifications sont plus restreintes. Elle conserve sa transmission intégrale, qui est pourtant une source potentielle de gains de poids importants quand on la remplace par une « simple » propulsion ; une telle modification permet par exemple à Porsche d'économiser plus de 50 kg sur sa 911 GT2 par rapport à la version Turbo dont elle est issue. Une partie importante du gain provient de l’emploi de matériaux légers pour les trains roulants, avec un effort particulier concentré sur les masses non-suspendues ; la Superleggera est ainsi équipée de nouvelles jantes spécifiques de 19 pouces de diamètre, créées par OZ Racing et baptisées Scorpius. Forgées en magnésium, elles sont équipées d’écrous en titane. Les échappements sont eux aussi concernés[réf. nécessaire].

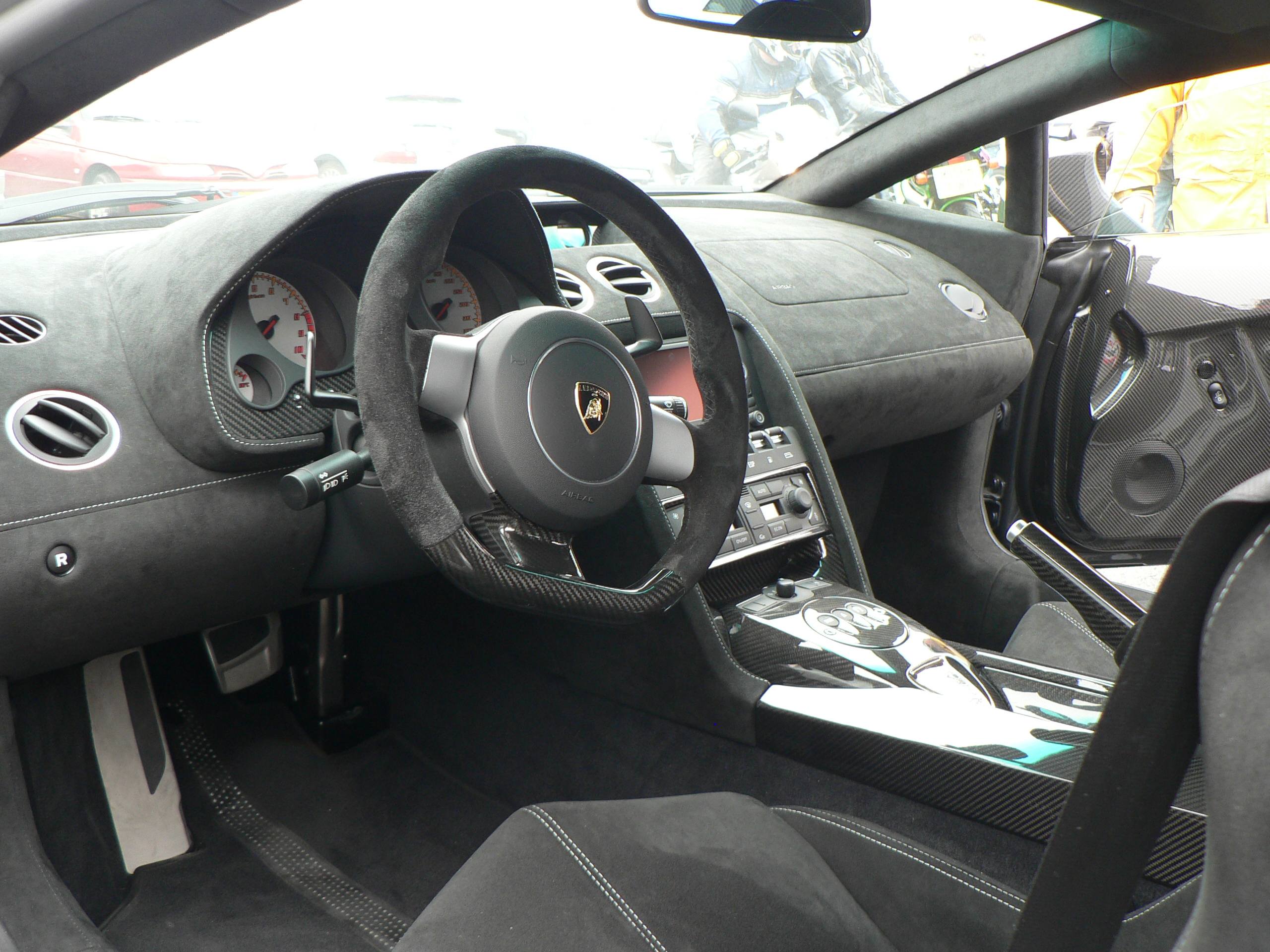
L'habitacle de la Superleggera. Fibre de carbone et alcantara sont omniprésents.

Cette réduction du poids touche également l’habitacle de la Gallardo, avec un recours massif à la fibre de carbone, que l’on retrouve à divers endroits du poste de conduite : coque des sièges baquets, frein à main, volant, panneaux intérieurs des portières, console centrale. Autre matériau privilégié : l’alcantara, tissu synthétique produit par la firme italienne du même nom, qui présente l’avantage d’être bien plus léger que le cuir tout en autorisant un aspect haut de gamme grâce à son toucher agréable. En sont notamment recouverts le tableau de bord, les sièges et la jante du volant[réf. nécessaire].
Finalement, le gain de poids obtenu par rapport à la Gallardo atteint 100 kg,. Lamborghini annonce que 47 % de ce gain se situe dans l’habitacle, le reste provenant essentiellement de la carrosserie (17 %), des trains roulants (17 %) et du compartiment moteur (12 %).

### Modifications mécaniques

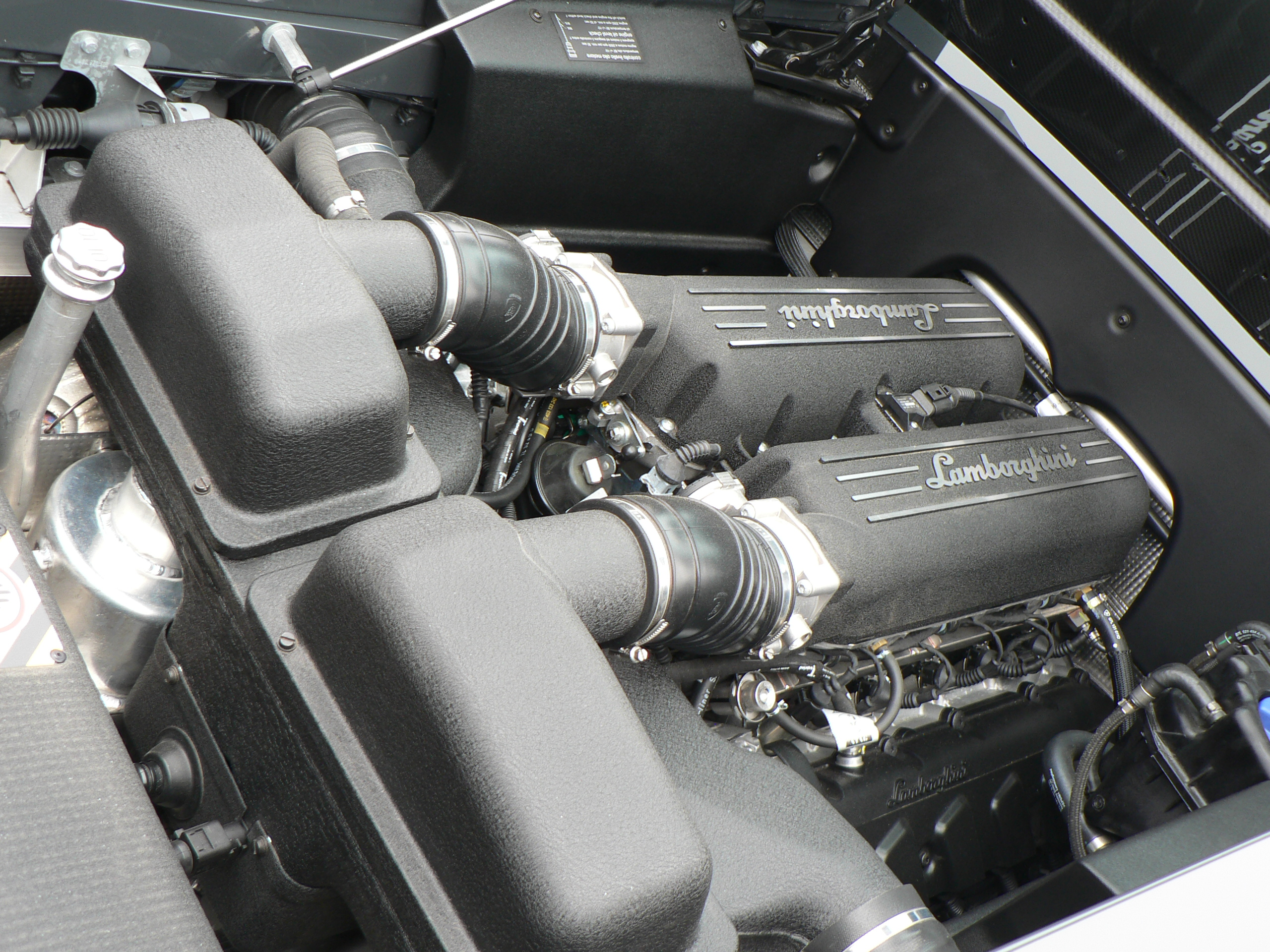
Vue du compartiment moteur de la Superleggera

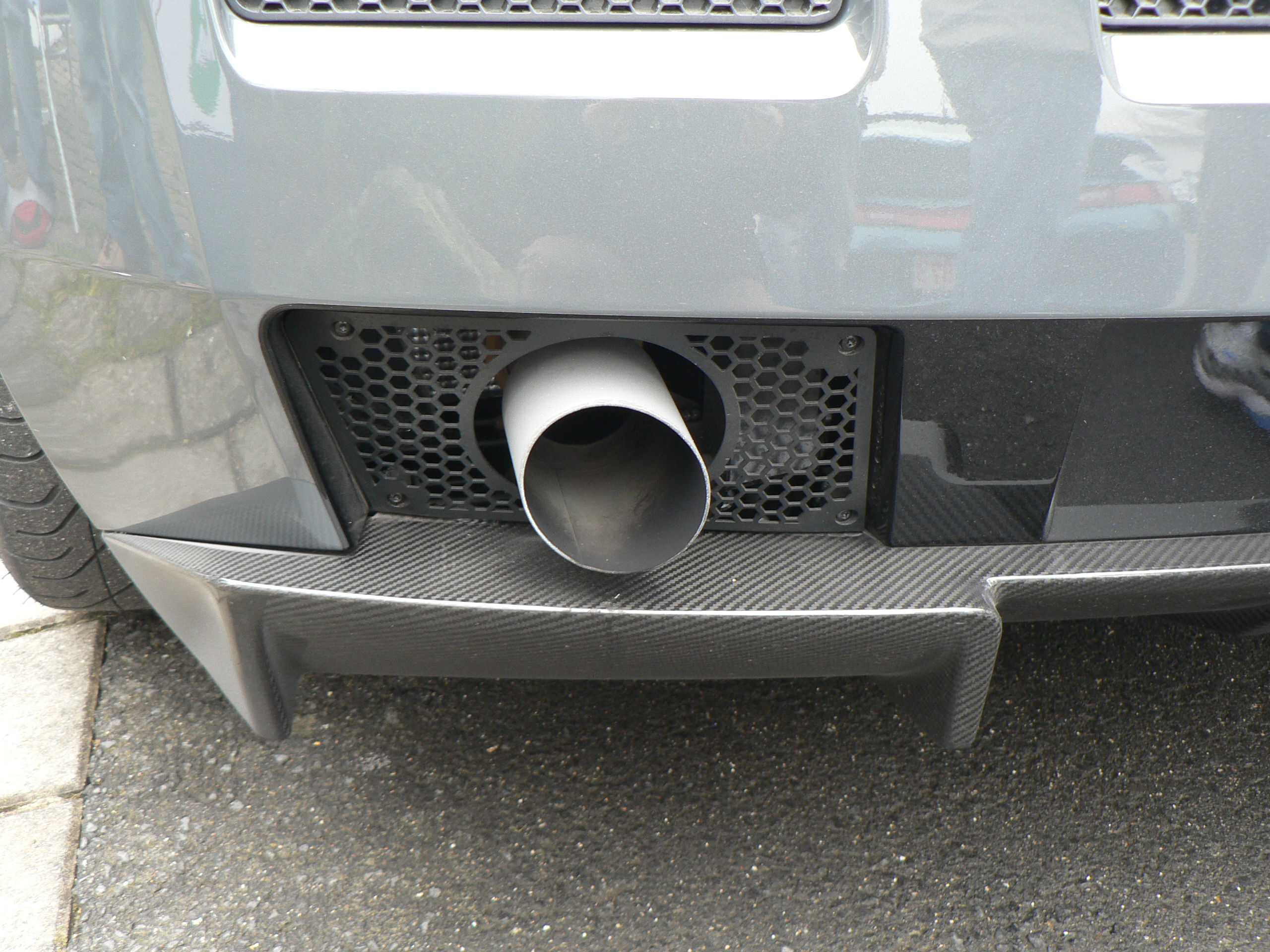
Une des sorties d'échappement, surplombant le diffuseur arrière en carbone.

Outre la réduction du poids, l'autre principale évolution proposée par la Superleggera concerne sa mécanique afin d' augmenter la puissance et améliorer son exploitation[réf. nécessaire].
Principal objet du travail des ingénieurs de Lamborghini, le moteur V10 ne présente aucun changement majeur par rapport à celui de la Gallardo « standard » – la cylindrée notamment est inchangée – mais reçoit diverses modifications de détail. La principale évolution à y être apportée concerne la cartographie moteur – en quelque sorte la loi de programmation du boîtier électronique qui contrôle l’injection d’essence dans les cylindres. Revue, celle-ci permet de dégager un excédent de dix chevaux par rapport à la Gallardo de série, portant la puissance du moteur à 530 chevaux. Une progression qui peut sembler minime car ne représentant que 2 % de puissance en plus par rapport à la version SE, mais néanmoins importante compte tenu du rendement spécifique atteint par le moteur – plus de 106 chevaux par litre de cylindrée, une valeur élevée pour un moteur atmosphérique – et qui se ressent  dans les hauts régimes.
Autre élément retravaillé spécifiquement pour la Superleggera, la boîte de vitesses à commande séquentielle robotisée E-Gear est fournie de série, alors qu’il s’agit d’une option sur les autres modèles de Gallardo. Il est toutefois possible d’équiper la Superleggera d’une commande de boîte mécanique « traditionnelle », disponible sur simple demande en « option négative » gratuite. Entièrement revue, autorisant de meilleurs passages des rapports à la montée comme à la descente des rapports, la boîte E-Gear voit son fonctionnement amélioré et optimisé dans le cadre d’une utilisation sportive – elle en devient même brutale lorsque réglée sur le mode Sport, générant des à-coups et de légères pertes de motricité.
Par ailleurs, de nombreux éléments périphériques de l’ensemble moteur-boîte sont retouchés et optimisés. C’est notamment le cas des échappements, qui inaugurent de nouveaux collecteurs combinés à des silencieux réduisant les phénomènes de perte de puissance par contre-pression,. L’admission – toujours variable, c’est-à-dire équipée d’un système permettant de faire varier le temps d’ouverture des soupapes en fonction du régime moteur et de la charge afin de permettre de combiner une certaine souplesse d’utilisation à bas régime avec une recherche de nervosité et de puissance à haut régime – est également revue pour permettre un meilleur remplissage des chambres de combustion et ainsi optimiser le rendement du moteur[réf. nécessaire].

### Une démarche inaboutie

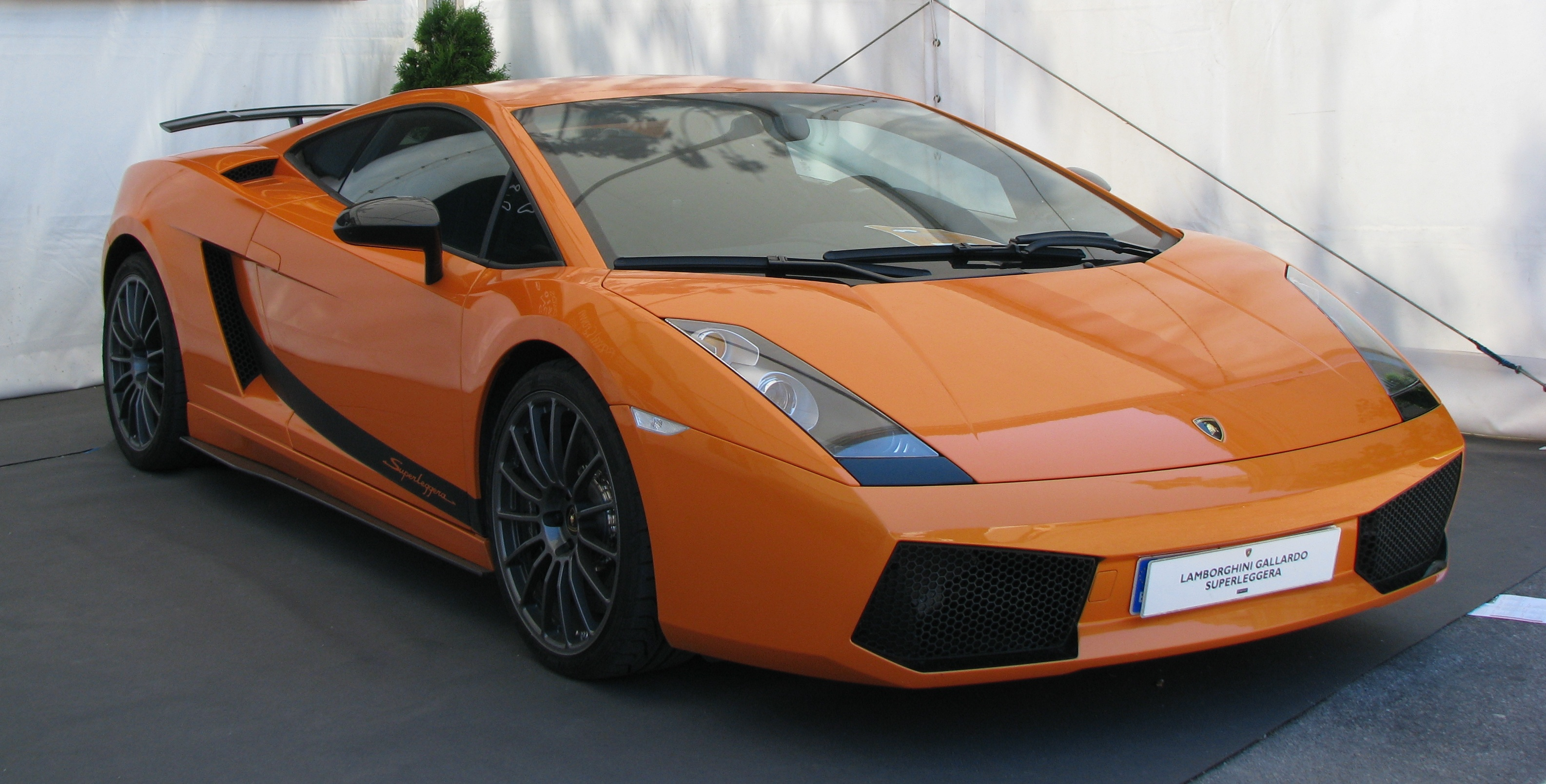
La Superleggera en Orange Borealis.

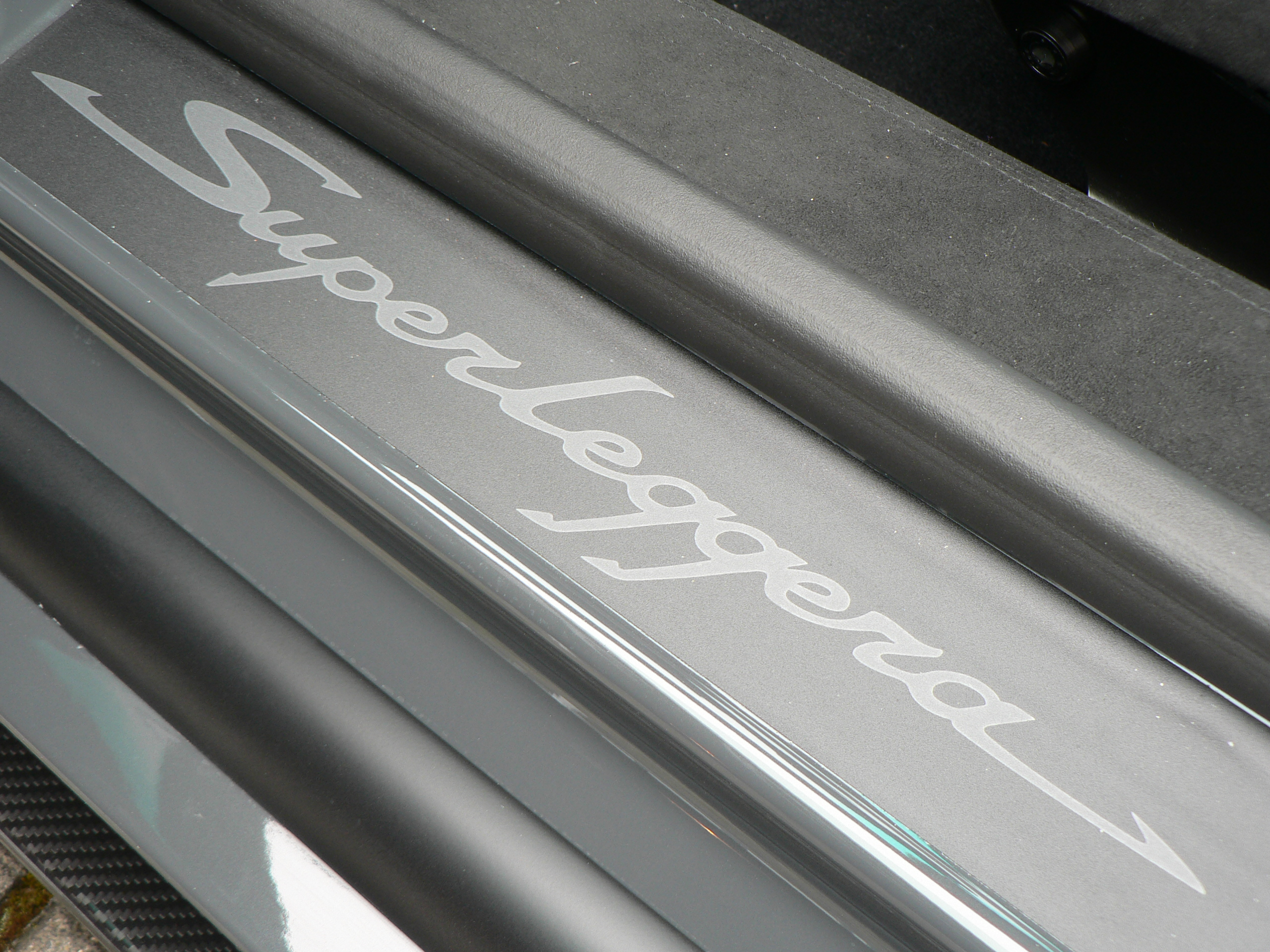
Le logo « Superleggera » sur le seuil de porte conducteur.

Toutes ces évolutions ont été opérées par Lamborghini dans le but de transformer la GT qu’est la Gallardo en pure sportive. Mais le constructeur italien a dû faire des choix entre sportivité et confort d’utilisation[réf. nécessaire].
La Lamborghini Gallardo Superleggera s’inscrit – avec ses deux principales rivales, la Ferrari 430 Scuderia et la Porsche 911 GT3 RS – dans une tendance à la mode au moment de sa sortie et consistant à réaliser des déclinaisons allégées de modèles à vocation sportive. Pourtant, malgré de nombreuses modifications, la Superleggera ne diffère finalement que relativement peu de la Gallardo « normale » tant ses spécificités portent sur des éléments de détail. La plus visible concerne les teintes disponibles, au nombre de quatre : Jaune Midas, Orange Borealis, Gris Telesto et Noir Noctis,. Pour le reste, l’identité particulière de la Superleggera provient essentiellement des pièces remplacées par des éléments en fibre de carbone : rétroviseurs, diffuseur arrière, aileron optionnel, etc.. Mais la silhouette générale et la structure de la Gallardo demeurent inchangées[réf. nécessaire].
Bien qu’annoncée à 1 330 kg à sec, soit environ 1 400 kg en ordre de marche, la Superleggera est contrôlée par le magazine Sport Auto à 1 528 kg une fois les pleins de carburant et de lubrifiants effectués ; contrairement à ce que son blason peut laisser supposer, la Lamborghini s’avère donc finalement n’être  que très relativement« super-légère » . Sont notamment en cause en ce domaine les nombreux équipements pouvant être embarqués à bord de la Superleggera, Lamborghini s’étant retrouvé pris dans une sorte de paradoxe constitué d’une part de la nécessité de dépouiller le véhicule pour respecter son cahier des charges de pure sportive, et d’autre part de celle de proposer malgré tout un équipement digne de celui que peut attendre l’acquéreur d’un modèle valant aux environs de 190 000 euros. La liste des options témoigne de cette contradiction : il est ainsi possible d’équiper la Superleggera d’un système audio complet, d’un GPS multimédia ou encore d’une caméra de recul.
Une autre limite au concept de modèle « super-léger » réside dans la présence en série de freins classiques en fonte d’acier, le système en carbone/céramique demeurant une option. Plus « high-tech », et bien que proposant d’excellentes performances, ces derniers ne sont pourtant pas plus efficaces que les freins de série, mais ils procurent un gain de poids très net, grâce à leur densité deux fois moins élevée que celle de leurs homologues en acier. Un gain de poids d’autant plus important qu’il s’agit de masse non suspendue et en rotation, générant donc une inertie importante et de l’effet gyroscopique[réf. nécessaire].

## La Superleggera en piste

### Bilan

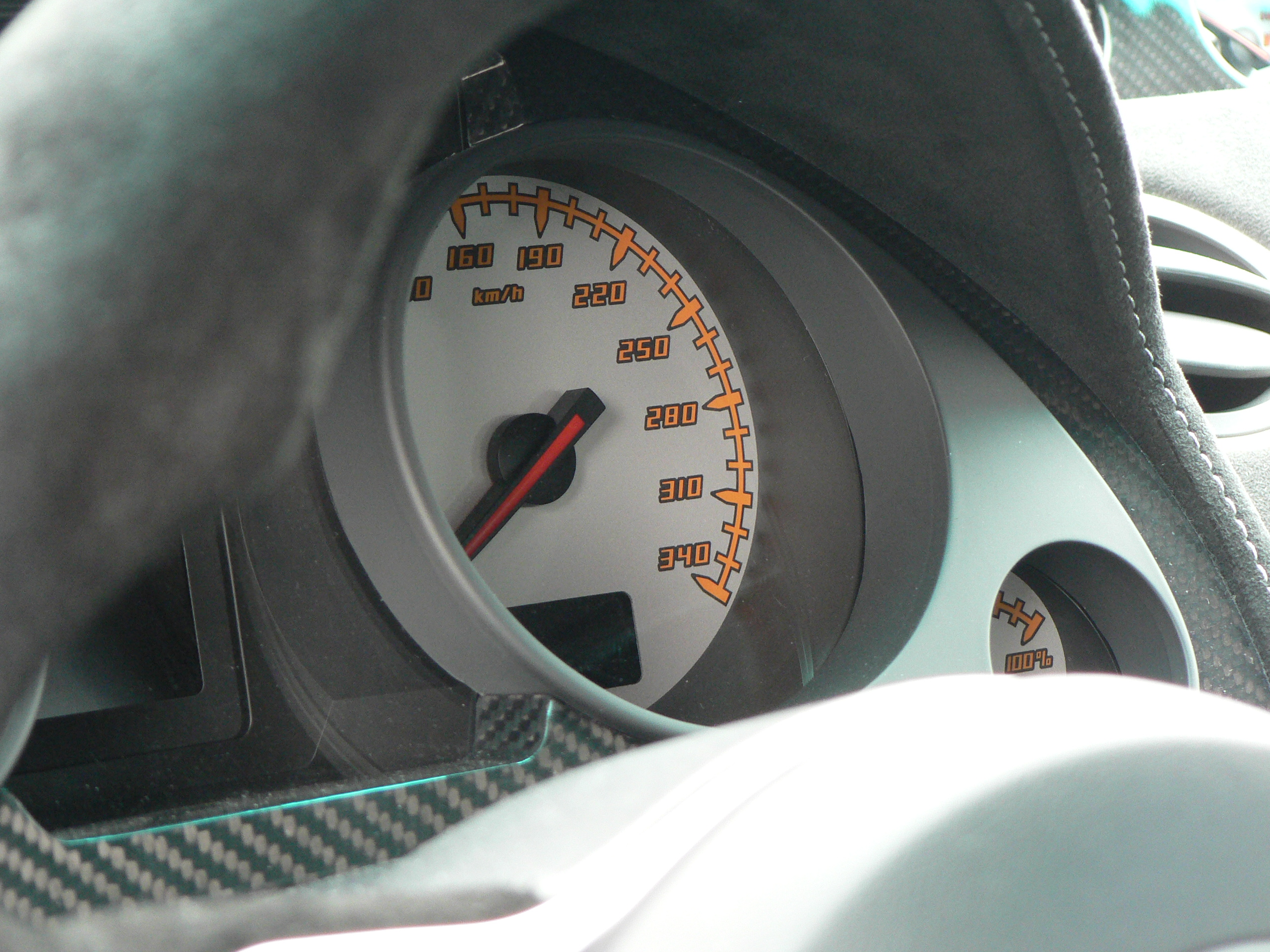
Le tachymètre de la Gallardo Superleggera, gradué jusqu'à 340 km/h.

Une fois au volant, la Superleggera se révèle être une automobile capable d’un haut niveau de performances, tant sur le plan des accélérations que de la vitesse de pointe. Cette dernière atteint 315 km/h, valeur mesurée qui s’avère parfaitement conforme à celle annoncée par son constructeur ; à cette allure, l’aiguille du tachymètre vient se caler sur l’ultime graduation prévue sur le compteur, soit 340 km/h. Une fois sa vitesse maximale atteinte, ce qu’elle réalise avec une « étonnante facilité » d’après le magazine Sport Auto, la Superleggera conserve une bonne stabilité et une tenue de cap qualifiée d’« imperturbable », tout en préservant un confort de roulement acceptable.
Les accélérations sont également de haut niveau, avec notamment le 0 à 100 km/h abattu en 4 secondes, soit deux dixièmes de seconde de plus que la valeur annoncée par Lamborghini. Les barres des 160 et 200 km/h sont quant à elles franchies après respectivement 8,9 et 13,6 secondes. Ce sont là des valeurs de haut niveau, mais parfaitement « normales » compte tenu du niveau de puissance du véhicule – 530 ch, 50 de plus qu'une Ferrari F40 par exemple. La particularité de la Superleggera tient surtout dans son caractère mécanique. Fréquemment qualifiée de « brutale », la poussée générée par le moteur V10 est très franche, au point qu’un journaliste dit de la Superleggera qu’elle « explose en vous faisant reculer d’un cran dans le baquet ». Pour l’essayeur de l’émission Turbo, parler de « coup de pied au cul » est la meilleure manière de décrire les accélérations de la Lamborghini.
Sur circuit, la Superleggera fait preuve d’efficacité, notamment grâce à sa transmission à quatre roues motrices. Celle-ci lui confère une adhérence « inattaquable » en entrée de virage ainsi qu’un niveau de grip « phénoménal », autorisant des vitesses de passage en courbe élevées, que le journaliste-essayeur du magazine Sport Auto qualifie de « surprenantes ». Pourtant, en dépit de sa transmission intégrale, son comportement reste proche de celui d’une propulsion, en raison du réglage du différentiel central dont le visco-coupleur envoie 60 % du couple sur les roues arrière en conditions d’adhérence normale,. D’une manière générale, le comportement dynamique de la Superleggera – qualifié comme étant d'une « précision de scalpel » – est salué en raison de son haut niveau de motricité et de sa facilité de conduite ; pour Anthony Beltoise, il est toutefois préférable d’avoir de solides notions de pilotage pour pouvoir en tirer la quintessence[réf. nécessaire].

### Face à ses rivales

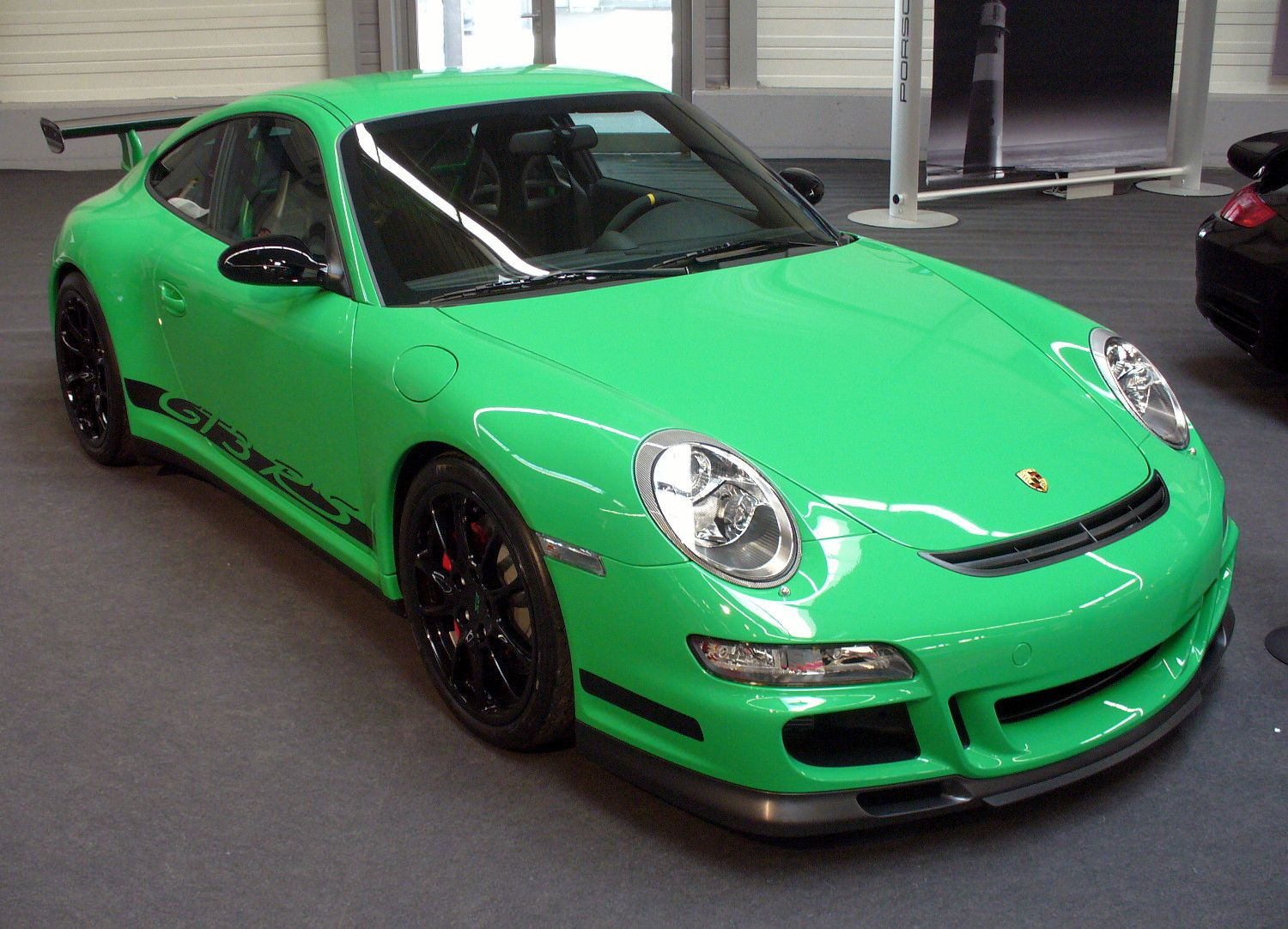
La Porsche 911 GT3 RS

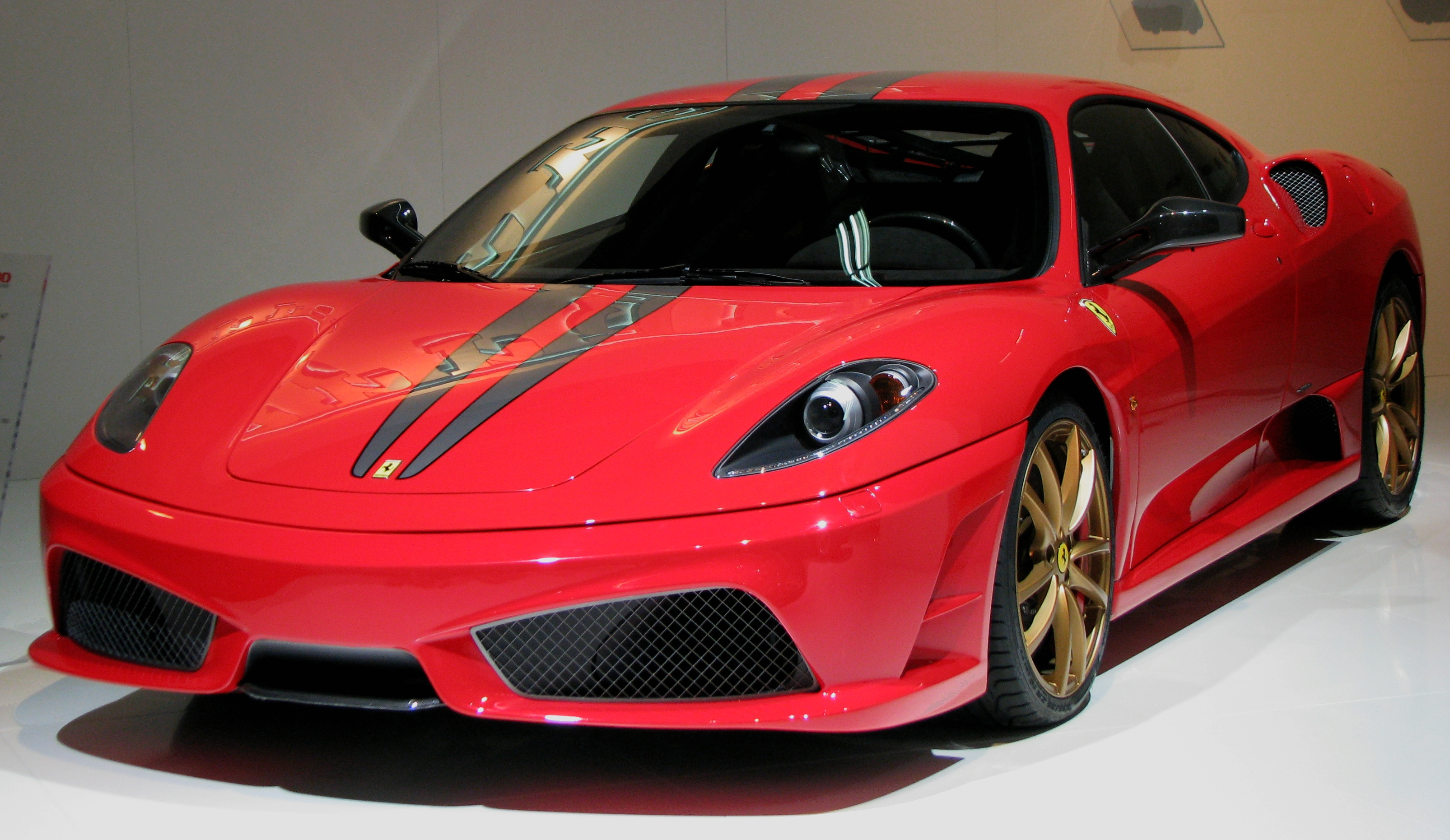
La Ferrari 430 Scuderia

De par son positionnement de pure sportive et son niveau de performances, la Gallardo Superleggera est souvent comparée aux modèles similaires de deux des principaux concurrents de Lamborghini : d’une part la 911 GT3 RS de Porsche, et d’autre part la  430 Scuderia de Ferrari[réf. nécessaire].
Au premier abord, la Lamborghini semble distancer ses deux rivales de par ses caractéristiques. Que l'on considère la puissance ou le couple, la Superleggera – avec ses 530 ch et ses 52,0 mkg – se place devant la Ferrari et la Porsche, qui disposent respectivement de 510 ch et 47,9 mkg pour l’Italienne et de 415 ch et 41,3 mkg pour l’Allemande. Toutefois, cet avantage purement mécanique est contrarié par le fait que la Gallardo est plus lourde que ses rivales ; elle est en effet mesurée à 1 528 kg contre 1 424 kg pour la Porsche, tandis que la Ferrari revendique 1 350 kg seulement,[réf. nécessaire].
La Gallardo Superleggera partage la même architecture et la même silhouette générale que la  430 Scuderia : large et basse, avec un moteur en position centrale arrière. Face à la 911, la Lamborghini se montre en revanche plus « spectaculaire » en matière d'ambiance intérieure, notamment en raison des nombreux éléments en carbone, de sa position de conduite très basse, ses faibles surfaces vitrées ou son pare-brise très incliné. Cependant, la Ferrari est visuellement beaucoup plus typée « sport » que la Gallardo, notamment grâce à son habitacle extrêmement dépouillé qui lui donne l’air d’être véritablement « née pour la piste », et pas seulement préparée pour la piste.
Pour ce qui est du comportement, la Gallardo tire parti de sa transmission intégrale, la Ferrari et la Porsche étant toutes deux de « simples » propulsions. Face à la Porsche 911 GT3 RS, la Lamborghini se montre plus facile à mener à vive allure en raison de son haut niveau d’adhérence et de sa motricité sans faille, la Porsche étant quant à elle plus radicale, « demandant davantage de doigté » et suscitant « quelques gouttes de sueur » lorsque menée à la limite. Dans cette comparaison, la Superleggera se démarque également par « son ambiance et ses sensations plus marquées ».
Néanmoins, lorsque confrontée à la Ferrari 430 Scuderia, la Gallardo est en difficulté – d’une manière générale, la Ferrari surclasse d’ailleurs l’ensemble de ses concurrentes au niveau des sensations mécaniques en raison de la « parfaite homogénéité » qui règne entre son moteur V8 retravaillé et sa boîte de vitesses, très perfectionnée. Plus pointue techniquement avec sa boîte robotisée F1 ultra-rapide, ses suspensions pilotées et son différentiel électronique réglable, la 430 est plus extrême, plus aboutie dans sa démarche de pure sportive. Malgré sa stabilité dont lui fait bénéficier sa transmission intégrale, la Superleggera se montre moins « enthousiasmante » et « gratifiante à piloter » que la Ferrari, pourtant beaucoup plus pointue, exigeante et, finalement, plus rapide sur circuit.

## Héritage

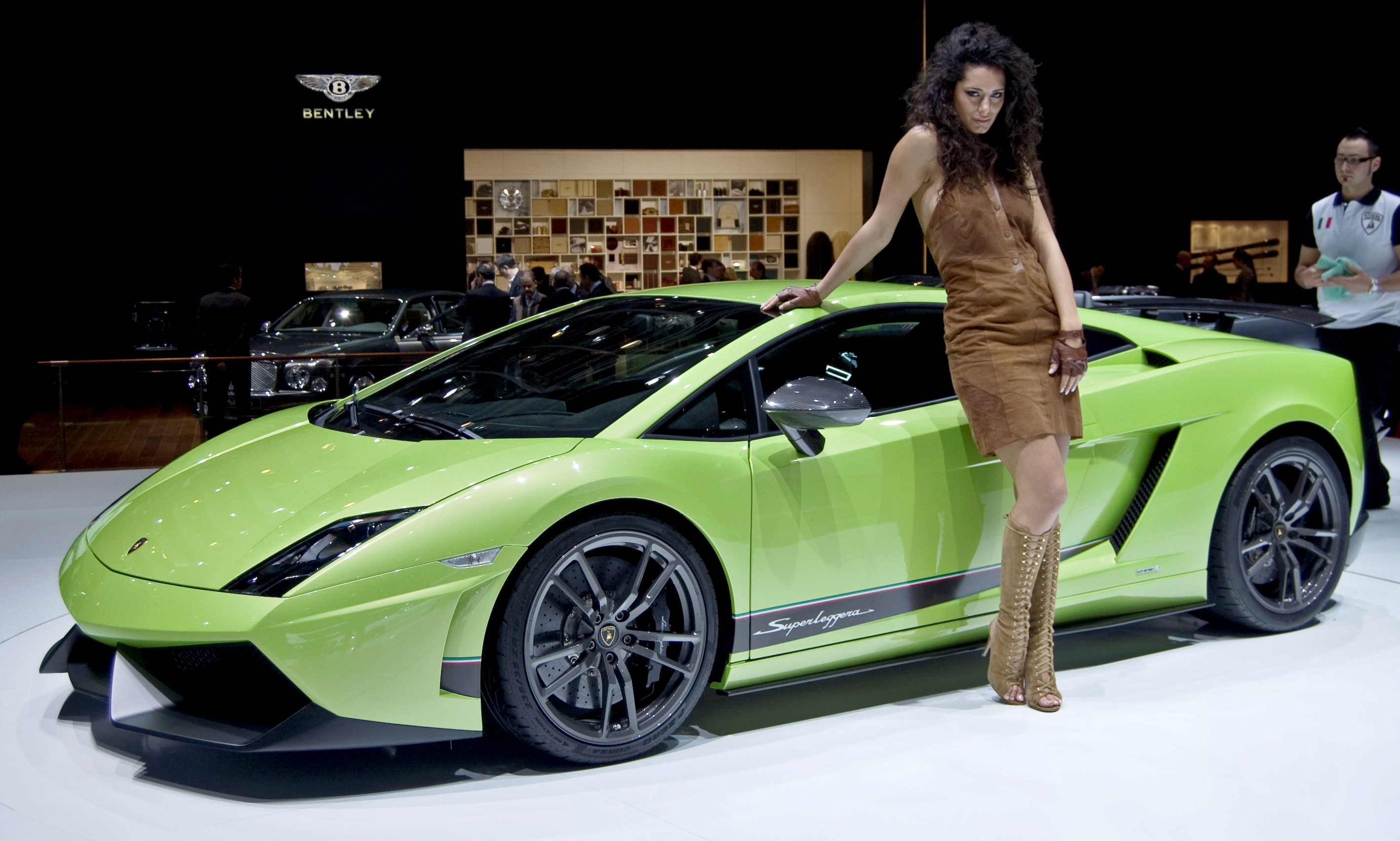
La Superleggera LP570-4 au salon de Genève 2010.

Le succès de la Gallardo Superleggera a incité Lamborghini à lui donner une descendance ; ainsi, l'évolution de la gamme Gallardo, baptisée LP560-4, donne à son tour naissance à une version plus radicale : la Gallardo LP570-4 Superleggera. Celle-ci, tout en préservant les qualités de sa devancière sur le plan du comportement, évolue en puissance et en performances, notamment grâce à sa mécanique encore plus énergique et la gestion de sa boîte de vitesses E-Gear, nettement optimisée.
Comparée à sa nouvelle concurrente Ferrari et descendante de la 430 Scuderia, la 458 Italia, la LP570-4 Superleggera propose un niveau de performances brutes identiques, avec notamment une accélération effectuée de 0 à 100 km/h en 3,4 secondes et une vitesse de pointe de 325 km/h, mais prend l'avantage sur le plan du comportement routier, grâce à des réglages de châssis jugés « plus tranchants » que ceux de la Ferrari, et plus exploitables grâce à sa transmission intégrale.

## Caractéristiques techniques
NB : sauf indication contraire, toutes les valeurs mentionnées ci-dessous proviennent du site officiel de Lamborghini.

### Bloc motopropulseur

#### Moteur
- 10 cylindres en V en alliage léger ; ouverture à 90 ° ; alimentation atmosphérique.
- Culasse en alliage léger ; 2 × 2 arbres à cames en tête ; 40 soupapes.
- Cylindrée : 4 960,7 cm3[Note 6].
- Taux de compression : 11,0:1
- Puissance maxi : 530 ch (390 kW) à 8 000 tr/min.
- Puissance spécifique : 106,8 ch/l[Note 7].
- Injection électronique Lamborghini L.I.E.
- Position centrale arrière longitudinale.
- Système d'ouverture variable des soupapes à l'admission et à l'échappement.
- Alésage × course : 82,5 × 92,8 mm.
- Régime maximum : 8 200 tr/min.
- Couple maxi : 510 N m (52,0 mkg) à 4 250 tr/min.
- Couple spécifique : 102,8 N m/l[Note 8].

#### Transmission
- Transmission Intégrale.
- Boîte de vitesses mécanique en alliage léger à 6 rapports, longitudinale.
- Commande de boîte robotisée séquentielle E-Gear.
- Commande manuelle synchronisée disponible gratuitement sur demande[9].
- Embrayage à double disque.
- Différentiel autobloquant central à viscocoupleur
- Différentiel arrière à glissement limité taré à 45 %[16].
- Systèmes électroniques anti-patinage et de contrôle de trajectoire, entièrement déconnectables[16].
- Rapport de pont : 1,320
- Rapports de boîte :
  - Première vitesse : 3,313
  - Seconde vitesse : 2,053
  - Troisième vitesse : 1,458
  - Quatrième vitesse : 1,138
  - Cinquième vitesse : 0,939
  - Sixième vitesse : 0,784
  - Marche arrière : 2,813

### Structure

#### Châssis
- Structure de type Space Frame, composée de pièces en aluminium moulé ou extrudé.
- Éléments de carrosserie en fibre de carbone, en aluminium et en polycarbonate transparent.
- Cx : 0,31[37].
- Direction à crémaillère, assistée ; 2,75 tours de volant de butée à butée[26].
- Diamètre de braquage : 11,50 m.

#### Dimensions
- Longueur : 4 300 mm
- Largeur : 1 900 mm
- Hauteur : 1 165 mm
- Empattement : 2 560 mm
- Voies avant et arrière : 1 622 et 1 592 mm[16]
- Poids à sec annoncé par le constructeur : 1 330 kg
- Poids en ordre de marche annoncé par le constructeur : 1 400 kg
- Poids contrôlé en ordre de marche : 1 528 kg[24]
- Répartition du poids (avant/arrière en %) : 44 / 56[29]
- Rapport poids/puissance en ordre de marche : 2,883 kg/ch[Note 9]
- Réservoir en composite ; capacité : 90 L
- Jantes OZ Racing en magnésium forgé, modèle Scorpius[10]
- Dimensions des jantes : 8,5 × 19" à l’avant et 11 × 19" à l’arrière
- Pneumatiques avant : 235/35 ZR 19
- Pneumatiques arrière : 295/30 ZR 19

#### Suspensions
- Avant : doubles triangles superposés en aluminium & combinés ressort/amortisseur ; barre stabilisatrice.
- Arrière : doubles triangles superposés en aluminium & combinés ressort/amortisseur ; barre stabilisatrice.

#### Freinage
- Système hydraulique assisté, avec système antiblocage.
- Freins avant : disques percés ventilés en fonte d’acier de 365 mm de diamètre ; étriers en aluminium à 8 pistons.
- Freins arrière : disques percés ventilés en fonte d’acier de 335 mm de diamètre ; étriers en aluminium à 4 pistons.
- Système de freinage en carbone/céramique disponible en option[10] ; disques avant et arrière de 380 mm. de diamètre[28].

### Performances

#### Vitesse maximale
- Vitesse maximale annoncée : 315 km/h
- Vitesse maximale mesurée sur circuit : 315 km/h[26]

#### Accélérations
- 0 à 100 km/h : 4,0 s[26]
- 0 à 160 km/h : 8,9 s[26]
- 0 à 200 km/h : 13,6 s[26]

#### Reprises
- 80 à 120 km/h en quatrième : 3,7 s[37]
- 80 à 120 km/h en cinquième : 5,3 s[37]
- 80 à 120 km/h en sixième : 7,5 s[37]

#### Consommation
- Normalisée en cycle urbain : 24,8 L/100 km
- Normalisée en cycle extra-urbain : 12,4 L/100 km
- Normalisée en cycle mixte : 17,0 L/100 km
- Constatée en conduite sportive : 25,0 L/100 km[26]
- Autonomie à ce rythme : 324 km[Note 10]
- Émissions de CO2 : 400 g/km